# Constantin Atanasescu
Constantin Atanasescu (* 1885; † 1949) war ein rumänischer General.

## Leben
Constantin Atanasescu absolvierte nach dem Schulbesuch eine Offiziersausbildung und fand nach deren Abschluss zahlreiche Verwendungen als Offizier sowie Stabsoffizier der Kavallerie. Nach seiner Beförderung zum Oberstleutnant (Locotenent Colonel) am 1. April 1919 wurde er zur Obersten Kriegsschule versetzt und erhielt am 24. November 1923 seine Beförderung zum Oberst (Colonel). Er war zwischen dem 1. April 1925 und dem 1. Oktober 1927 Chef des Stabes der 3. Kavalleriedivision und wurde danach am 1. Oktober 1927 Kommandeur des in Călărași stationierten 6. Kavallerieregiments. In den folgenden Jahren folgten zahlreiche weitere Verwendungen und er wurde am 10. Mai 1934 erst zum Brigadegeneral (General de Brigada) sowie am 25. Oktober 1939 zum Generalmajor (General Maior) befördert. Zuletzt war er Generalinspekteur der Kavallerie und trat am 6. Juni 1940 in den Ruhestand. Am 4. Oktober 1944 wurde er zum Generalleutnant (General Locotenent) befördert, wobei diese Beförderung auf den 24. Januar 1942 zurückdatiert wurde. Am 15. Februar 1947 wurde er General der Reserve.